# Репсон, Альберт Густавович
Альберт Густавович Репсон (4 ноября 1921, Молома, Северо-Двинская губерния — 22 августа 1995, Таллин) — командир взвода 925-го стрелкового полка 249-й стрелковой дивизии 8-й армии Ленинградского фронта, Герой Советского Союза.

## Биография
Родился в селе Молома (ныне — Опаринского района Кировской области) в семье крестьянина. По национальности эстонец.
Рос и учился в школе в эстонском селе Новоэстонка в Краснодарском крае.
Окончил 2 курса химико-технологического техникума в Армавире.
В Красной Армии с 1941 года.
На фронте в Великую Отечественную войну с июля 1942 года. Окончил Подольское военное пехотное училище в 1943 году. Был командиром взвода 925-го стрелкового полка (249-я стрелковая дивизия, 8-я армия, Ленинградский фронт). Отличился в бою на острове Муху (Эстонская ССР): 29 сентября 1944 года его взвод в составе батальона на торпедных катерах форсировал пролив Суур-Вяйн и вступил в бой за плацдарм. Был дважды ранен, но остался в строю.
Звание Героя Советского Союза присвоено 24 марта 1945 года.
Член КПСС с 1945 года.
С 1946 года в звании майора — в запасе. Жил в Таллине. Окончил заочно в 1960 году Московский инженерно-строительный институт, работал директором цементного завода.
Почётный гражданин Таллина.
Умер в августе 1995 года. Похоронен 26 августа 1995 года на Лесном кладбище в Таллине.

## Награды
- Герой Советского Союза (19.03.1944)
- Орден Ленина[2]
- Орден Отечественной войны I степени[3] (1985)
- Орден Знак Почёта
- Медаль «В ознаменование 100-летия со дня рождения Владимира Ильича Ленина» (6 апреля 1970)
- Медаль «За победу над Германией в Великой Отечественной войне 1941—1945 гг.» (9 мая 1945[4])
- Юбилейная медаль «Двадцать лет Победы в Великой Отечественной войне 1941—1945 гг.» (7 мая 1965[5])
- Юбилейная медаль «Тридцать лет Победы в Великой Отечественной войне 1941—1945 гг.»[6]
- Медаль «Сорок лет Победы в Великой Отечественной войне 1941-1945 гг.»[7]
- Медаль «50 лет Победы в Великой Отечественной войне 1941-1945 гг.»
- Медаль «Ветеран труда»
- Медаль «30 лет Советской Армии и Флота»[8].
- Юбилейная медаль «40 лет Вооружённых Сил СССР»[9]
- Юбилейная медаль «50 лет Вооружённых Сил СССР» (26 декабря 1967[10])
- Юбилейная медаль «60 лет Вооружённых Сил СССР» (28 января 1978[11])
- Юбилейная медаль «70 лет Вооружённых Сил СССР» (28 января 1988[12])
- Знак «Гвардия»
- Знак МО СССР «25 лет Победы в Великой Отечественной войне» (24 апреля 1970[13])

## Память

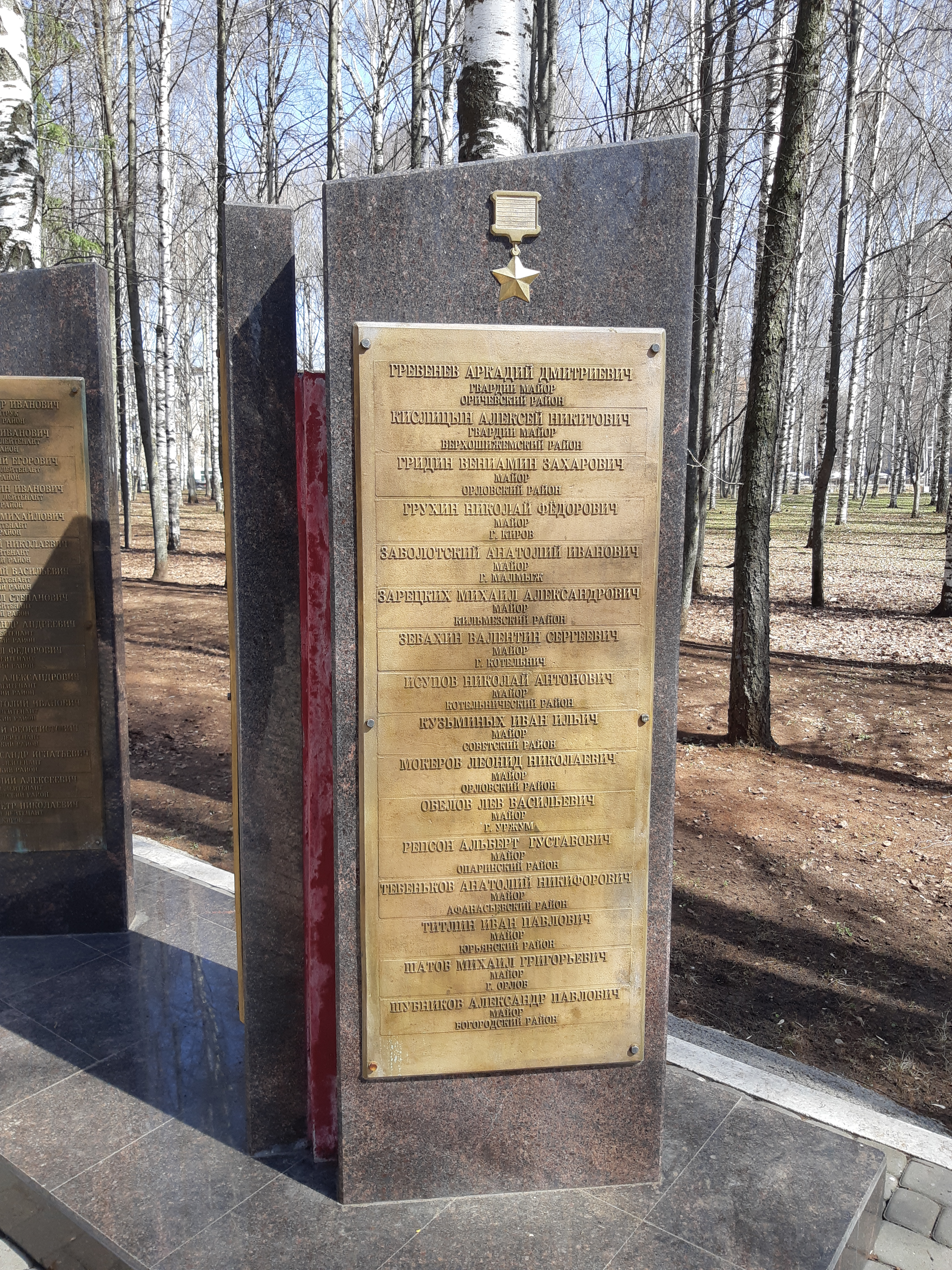
Имя Героя на гранитной стелле в парке Победы в Кирове.

- Имя Героя высечено золотыми буквами в зале Славы Центрального музея Великой Отечественной войны в Парке Победы города Москвы.
- На могиле установлен надгробный памятник
- В Кирове в парке Победы на памятной стелле написано имя Героя
- Почётный гражданин города Таллина (1978)[14].